# Rosa Maria Sardà
Rosa María Sardà i Tàmaro (Barcellona, 30 luglio 1941 – Barcellona, 11 giugno 2020) è stata un'attrice e comica spagnola.

## Biografia
Sposata con il comico Josep Maria Mainat (membro di La Trinca), era sorella del giornalista Javier Sardà. Nel 2014 le fu diagnosticato un linfoma, che l'avrebbe poi condotta alla morte l'11 giugno 2020 all'età di 78 anni.

## Filmografia

### Cinema
- El certificado, regia di Vicente Lluch (1970)
- El vicari d'Olot, regia di Ventura Pons (1981)
- Puny clos, regia di Ildefons Duran - cortometraggio (1982)
- Victòria! La gran aventura d'un poble, regia di Antoni Ribas (1983)

- Victòria! 2: La disbauxa del 17, regia di Antoni Ribas (1983)
- Victòria! 3: El seny i la rauxa, regia di Antoni Ribas (1984)
- La ràdio folla, regia di Francesc Bellmunt (1986)
- Mori e cristiani (Moros y cristianos), regia di Luis García Berlanga (1987)
- Romàntic, regia di Aurora Corominas - cortometraggio (1989)
- Rateta, rateta, regia di Francesc Bellmunt (1990)
- El anónimo... ¡vaya papelón!, regia di Alfonso Arandia (1990)
- Ho sap el ministre?, regia di Josep Maria Forn (1991)
- Un submarí a les estovalles, regia di Ignasi P. Ferré (1991)
- Perché chiamarlo amore quando è solo sesso? (¿Por qué lo llaman amor cuando quieren decir sexo?), regia di Manuel Gómez Pereira (1993)
- La febre d'Or, regia di Gonzalo Herralde (1993)
- El cianuro... ¿solo o con leche?, regia di José Ganga (1994)
- Allegro ma non troppo (Alegre ma non troppo), regia di Fernando Colomo (1994)
- L'enfonsament del Titanic, regia di Antonio Chavarrías (1994)
- Enciende mi pasión, regia di José Ganga (1994)
- Parella de tres, regia di Antoni Verdaguer (1995)
- El efecto mariposa, regia di Fernando Colomo (1995)
- Suspiros de España (y Portugal), regia di José Luis García Sánchez (1995)
- Escenes d'una orgia a Formentera, regia di Francesc Bellmunt (1996)
- Actrius, regia di Ventura Pons (1997)
- Airbag - Tre uomini e un casino (Airbag), regia di Juanma Bajo Ulloa (1997)
- La duquesa roja, regia di Francesc Betriu (1997)
- Siempre hay un camino a la derecha, regia di José Luis García Sánchez (1997)
- Igual caen dos (El atardecer del Pezuñas), regia di Alejandro Calvo-Sotelo - cortometraggio (1997)
- Mátame mucho, regia di José Ángel Bohollo (1998)
- Grandes ocasiones, regia di Felipe Vega (1998)
- Carícies, regia di Ventura Pons (1998)
- La niña dei tuoi sogni (La niña de tus ojos), regia di Fernando Trueba (1998)
- Amic/Amat, regia di Ventura Pons (1999)
- Tutto su mia madre (Todo sobre mi madre), regia di Pedro Almodóvar (1999)
- Blanca Madison, regia di Carlos Amil (2000)
- Anita no perd el tren, regia di Ventura Pons (2001)
- Torrente 2: Misión en Marbella, regia di Santiago Segura (2001)
- Sin vergüenza, regia di Joaquín Oristrell (2001)
- A mia madre piacciono le donne (A mi madre le gustan las mujeres), regia di Inés París e Daniela Fejerman (2001)
- El embrujo de Shanghai, regia di Fernando Trueba (2002)
- Il viaggio di Carol (El viaje de Carol), regia di Imanol Uribe (2002)
- Deseo, regia di Gerardo Vera (2002)
- Historia de Elam, regia di Ángel Alonso e Yolanda Torres - cortometraggio (2002)
- Due tipi duri (Dos tipos duros), regia di Juan Martínez Moreno (2003)
- Ti do i miei occhi (Te doy mis ojos), regia di Icíar Bollaín (2003)
- Wit, regia di Lluís Pasqual (2004)
- Rojo sangre, regia di Christian Molina (2004)
- Vete de mí, regia di Víctor García León (2006)
- Chuecatown, regia di Juan Flahn (2007)
- Barcelona (un mapa), regia di Ventura Pons (2007)
- Rivales, regia di Fernando Colomo (2008)
- La vida empieza hoy, regia di Laura Mañá (2010)
- Maktub, regia di Paco Arango (2011)
- Any de Gràcia, regia di Ventura Pons (2011)
- Rey Gitano, regia di Juanma Bajo Ulloa (2015)
- Otto cognomi catalani (Ocho apellidos catalanes), regia di Emilio Martínez Lázaro (2015)
- The Queen of Spain (La reina de España), regia di Fernando Trueba (2016)
- Segunda oportunidad, regia di Álvaro de Armiñán (2018)
- La fidanzata di nonna (Salir del ropero), regia di Ángeles Reiné (2019)

## Teatro
- 2009: La casa di Bernarda Alba
- 2004: Witt
- 1982: Yo me bajo el la próxima ¿y usted?
- 1982: Duet per a violet

## Premi
- 1994 Premio Goya per la migliore attrice non protagonista,  Perché chiamarlo amore quando è solo sesso?
- 2002 Premio Goya per la migliore attrice non protagonista,  Sin vergüenza
- 2003: Fotogramas de Plata
- 2001: Unión de Actores
- 2001: Festival Internacional de Cine de Mar del Plata de 2001, Anita no pierde el tren